# 桜井長一郎
桜井 長一郎（さくらい ちょういちろう、1917年（大正6年）10月31日 - 1999年（平成11年）3月4日）は、日本の声帯模写芸人。東京都出身。東京演芸協会・第5代会長。色物として落語芸術協会所属。
「声のスタイルブック」と称してモダンな語り口の漫談を交えながら、政治家、映画スター、楽器、動物まで、幅広いレパートリーの物真似を披露し人気を博した。琴の音を真似る最中に客に向かって言う「上見てたってダメですよ、あたしが口でやってるんだから」のフレーズがお馴染み。

## 来歴
素人時代より物真似を得意とし軍隊を経て東宝演劇部の社員でマネージャーからプロの道へ、1948年（昭和23年）にNHKの「のど自慢素人演芸会」に出場して優勝。1952年（昭和27年）に30歳を越えてから芸の世界に入り自身の死去まで約半世紀,活動範囲は舞台を中心にテレビ出演も度々こなした。
1999年（平成11年）3月4日、東京都八王子市の自宅でくも膜下出血により死去。朝、妻が起こしにいくと眠ったまま亡くなっていたという。81歳没。なお前述の東京演芸協会会長在任のままの死去で、後任として第6代会長に牧伸二が就任した。

## エピソード
- 舞台で琴の音色を真似ている最中、あまりにもそっくりだったことから客席にいたお婆さんは、隠したスピーカーから本物の琴の音を流していると思い込み、スピーカーを探して舞台の天井を覗き込んだ。その様子を見た舞台上の桜井が、「上見たって何もないですよ」と声をかけたのが大ウケとなり、以来これをお馴染みのギャグとした。
- プライベートの時、一般人から「物まねやって」と頼まれたが、「馬鹿いうんじゃない。タダで出来る物か。例えばあんたの商売が電気屋だったら『テレビくれ』って言ってるようなもんだよ。もし私が物まね披露したらあんた何か商売の物くれるのか?」と返した。ところがその人の商売はせんべい屋で、結局せんべい2枚もらってその人に物まねを披露したという。このエピソードはビートたけしが『たけし・さんまの有名人の集まる店』で話し、明石家さんまと番組スタッフ、ゲストの甲斐よしひろを爆笑させていた。

## レパートリー
- 長谷川一夫
- 勝新太郎
- 山本富士子
- 浦辺粂子
- 田中角栄
- 福田赳夫
- 三木武夫
- 大平正芳
- 浅沼稲次郎
- 中曽根康弘
- 三船敏郎
- 阪東妻三郎
- 田村正和
- 近衛十四郎
- 品川隆二
- 大河内伝次郎
- 片岡千恵蔵
- 渥美清
- 石坂浩二
- 淡谷のり子
- 森繁久彌
- 風間杜夫
- 初音礼子
- 三遊亭圓生
- 林与一
- 芦田伸介
- 東野英治郎
- 宇野重吉
- 月形龍之介

ほか

## 受賞歴
- 1948年（昭和23年）：NHK「第1回のど自慢素人演芸会」演芸部門コンクール 優勝（素人時代）
- 1968年（昭和43年）：昭和43年度 第23回文化庁芸術祭 大衆芸能部門（1部） 芸術祭奨励賞
- 1992年（平成4年）：平成3年度 「スターの広場」手型顕彰

## 著書
花王名人劇場選書「おのおのがた 声帯模写30年」（レオ企画）1984年（昭和59年）11月出版　ISBN 9784897560458